# Emmanuel Ayaosi
Emmanuel Ayaosi (15 marzo 2004) è un calciatore nigeriano, attaccante del Karviná.

## Carriera
Cresciuto nel settore giovanile del Dakkada, ha debuttato in prima squadra nel 2021, diventando in breve tempo un elemento importante nella formazione titolare: segna infatti 6 reti in 27 presenze nella prima divisione nigeriana durante la stagione 2021-2022 ed una rete in 9 presenze nella prima metà della stagione 2022-2023. Il 20 marzo 2023 è stato acquistato a titolo definitivo dal Karviná, club della prima divisione della Repubblica Ceca; dopo un breve periodo nelle giovanili, nella stagione 2023-2024 ha segnato 9 reti in 20 presenze in terza divisione con la squadra riserve del club biancoverde, ed il 6 settembre ha debuttato in prima squadra nell'incontro di coppa nazionale perso 1-0 contro l'Uničov. Nel prosieguo della stagione ha inoltre giocato anche 11 partite nella prima divisione ceca; nella stagione 2024-2025 pur continuando a giocare saltuariamente con la formazione riserve trova anche maggiore continuità di impiego in prima squadra.

## Statistiche

### Presenze e reti nei club
Statistiche aggiornate al 3 maggio 2025.
| Stagione        | Squadra         | Campionato      | Campionato | Campionato | Coppe nazionali | Coppe nazionali | Coppe nazionali | Coppe continentali | Coppe continentali | Coppe continentali | Altre coppe | Altre coppe | Altre coppe | Totale | Totale | Totale |
| Stagione        | Squadra         | Comp            | Pres       | Reti       | Comp            | Pres            | Reti            | Comp               | Pres               | Reti               | Comp        | Pres        | Reti        | Pres   | Reti   |        |
| --------------- | --------------- | --------------- | ---------- | ---------- | --------------- | --------------- | --------------- | ------------------ | ------------------ | ------------------ | ----------- | ----------- | ----------- | ------ | ------ | ------ |
| 2021-2022       | Dakkada         | PL              | 27         | 6          | CN              | 0               | 0               | -                  | -                  | -                  | -           | -           | -           | 27     | 6      |        |
| 2022-2023       | Dakkada         | PL              | 9          | 1          | CN              | 0               | 0               | -                  | -                  | -                  | -           | -           | -           | 9      | 1      |        |
| Totale Dakkeda  | Totale Dakkeda  | Totale Dakkeda  | 26         | 7          |                 | 0               | 0               |                    | -                  | -                  |             | -           | -           | 36     | 7      |        |
| 2023-2024       | Karviná B       | MSFL            | 20         | 9          | -               | -               | -               | -                  | -                  | -                  | -           | -           | -           | 20     | 9      |        |
| 2024-2025       | Karviná B       | MSFL            | 13         | 7          | -               | -               | -               | -                  | -                  | -                  | -           | -           | -           | 13     | 7      |        |
| 2023-2024       | Karviná         | 1L              | 11         | 0          | CRC             | 1               | 0               | -                  | -                  | -                  | -           | -           | -           | 12     | 0      |        |
| 2024-2025       | Karviná         | 1L              | 17         | 0          | CRC             | 0               | 0               | -                  | -                  | -                  | -           | -           | -           | 17     | 0      |        |
| Totale carriera | Totale carriera | Totale carriera | 97         | 23         |                 | 1               | 0               |                    | -                  | -                  |             | -           | -           | 98     | 23     |        |